# Осиновская (Супринское сельское поселение)
Осиновская — упразднённая деревня в Вагайском районе Тюменской области России. Входила в состав Супринского сельского поселения. В 2013 году исключена из учётных данных, в связи с прекращением существования.

## География
Деревня находилась в восточной части Тюменской области, в пределах подтаёжно-лесостепного района лесостепной зоны, на правом берегу реки Большая Супра, на расстоянии примерно 2,5 километра (по прямой) к северо-востоку от села Супра.

## История
До 1917 года входила в состав Вагайской волости Тобольского уезда Тобольской губернии. По данным на 1926 год юрты Осиновские состояли из 14 хозяйств. В административном отношении входили в состав Супринского сельсовета Дубровинского района Тобольского округа Уральской области.

## Население
| 1989 | 2002 | 2010 |
| ---- | ---- | ---- |
| 4    | ↘2   | ↘0   |

По данным переписи 1926 года в юртах проживало 66 человек (36 мужчин и 30 женщин), в том числе: сибирские татары составляли 100 % населения.
Согласно результатам переписи 2002 года, в национальной структуре населения сибирские татары составляли 100 %.